# Campionato del mondo di scacchi lampo
Il Campionato del mondo di scacchi lampo (nome ufficiale in inglese: FIDE World Blitz Chess Championship) è un torneo di scacchi che determina il campione del mondo nel gioco lampo, cioè con un tempo a disposizione di ciascun giocatore inferiore ai dieci minuti. Dal 2012 il torneo si svolge in concomitanza con il Mondiale Rapid in un unico evento denominato FIDE World Rapid and Blitz Chess Championships.

## Storia
Nel 1914 si svolse al café Kerkau di Berlino, Germania un match di gioco rapido su dieci partite tra il campione del mondo in carica Emanuel Lasker e José Raúl Capablanca. Ciascun giocatore aveva a disposizione un massimo di cinque secondi per mossa. Capablanca vinse il match 6,5 a 3,5.
Nel 1959, dopo il termine del torneo dei candidati di Belgrado, Serbia, si svolse un torneo lampo con dodici partecipanti. Vinse Michail Tal' con 18,5 punti su 22, davanti a Tigran Petrosjan 18, Milan Matulović 17,5, Paul Keres 14,5, Jurij Averbach, Isaak Boleslavs'kyj e Aleksandar Matanović 13,5. Seguirono Vasilij Smyslov, Friðrik Ólafsson, Svetozar Gligorić, Bent Larsen e Aleksandr Koblencs.
Nell'aprile del 1970 si disputò a Castelnuovo un torneo lampo al quale parteciparono Bobby Fischer, Michail Tal', Viktor Korčnoj, Tigran Petrosjan, David Bronštejn, Vlastimil Hort, Milan Matulović, Vasilij Smyslov, Samuel Reshevsky, Wolfgang Uhlmann, Borislav Ivkov e Predrag Ostojić. Fischer vinse il torneo totalizzando 19 punti su 22, perdendo una sola partita con Korčnoj. Al secondo posto Michail Tal' con 14,5.
Nel 1987 si svolse a Bruxelles, Belgio un torneo lampo vinto da Garri Kasparov con 17 punti su 22. Al secondo posto Jan Timman con 15 punti, al 3º-4º posto Anatolij Karpov e Ljubomir Ljubojević con 12,5 punti.

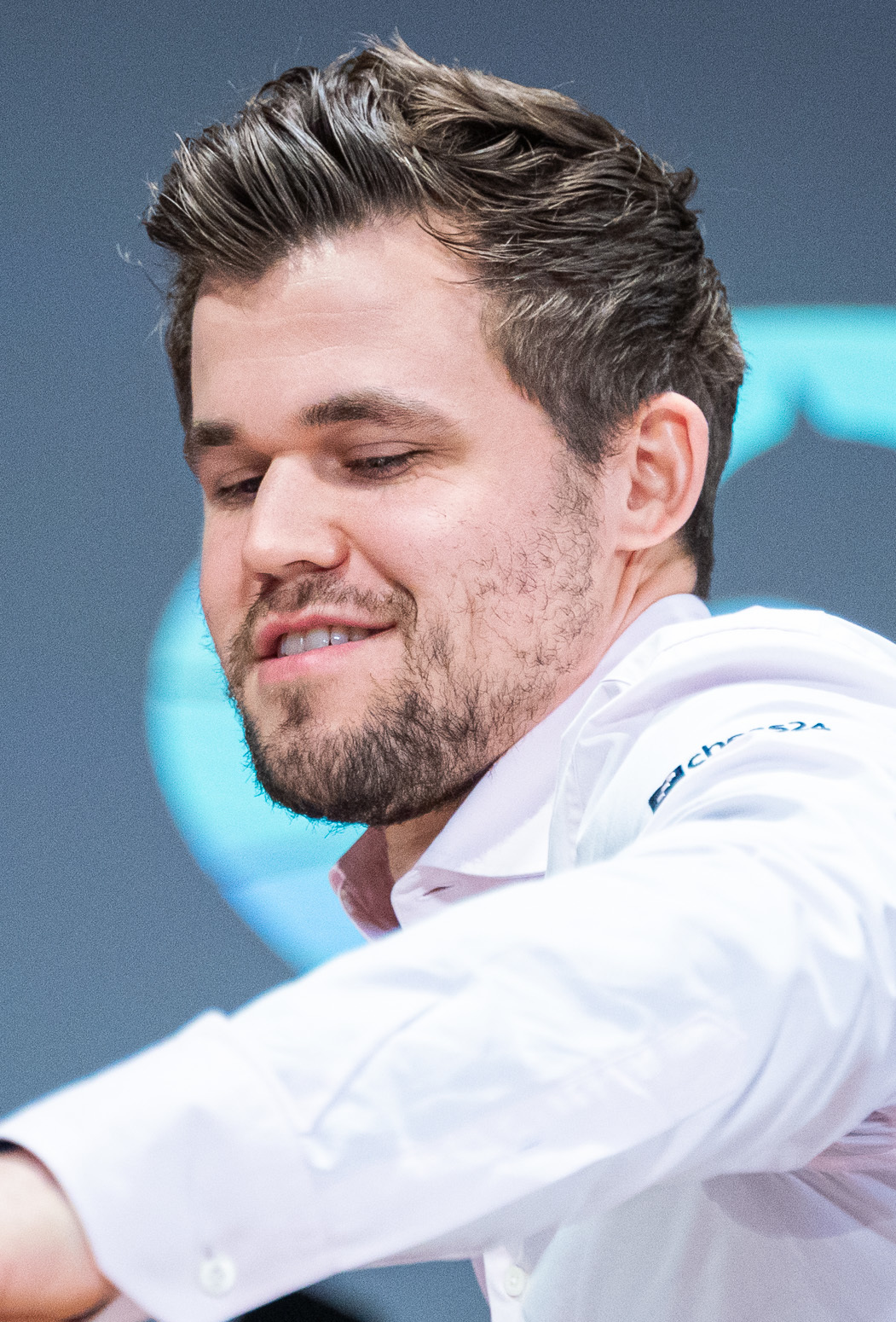
Il campione del mondo norvegese Magnus Carlsen detiene il record di vittorie del torneo.

Un altro torneo blitz equiparabile a un campionato del mondo venne organizzato nel 1988 a Saint John, in Canada. Il torneo era ad eliminazione diretta tra 32 giocatori, con match di quattro partite fino ai quarti di finale e di sei partite nelle semifinali e nella finale. Michail Tal' vinse il torneo superando al primo turno Michail Gurevič per 2,5-0,5; al secondo turno Jesús Nogueiras 2,5-1,5; al terzo turno Artur Jusupov 3-0; in semifinale Oleksandr Černin 3,5-2,5; in finale Rafayel Vahanyan 3,5-0,5 (sul 3-0 per Tal fu concordata una patta). Il montepremi era di 75.000 dollari canadesi, di cui la metà andarono al vincitore. Parteciparono anche il campione del mondo in carica Kasparov e il già campione del mondo Anatolij Karpov. Karpov uscì di scena al secondo turno contro Chernin per 1,5-2,5, mentre Kasparov venne eliminato al terzo turno da Kiril Georgiev con lo stesso punteggio.
Nel 2006 la FIDE annuncia il primo mondiale blitz ufficiale, che si svolge a Rishon LeZion in Israele tra il 5 e il 7 settembre. Il torneo viene vinto dal grande maestro russo Aleksandr Griščuk, che così diventa il primo campione del mondo blitz della storia.
Nel 2009 e 2010 il campionato del mondo blitz viene organizzato dalla FIDE a Mosca, Russia, dopo il termine del Memorial Tal.
Nel 2012 e nelle edizioni successive il torneo si svolge in unico evento con il campionato del mondo rapid. Dal 2017 al 2019 il campionato blitz è ad appannaggio del campione del mondo norvegese Magnus Carlsen, che lo vince per tre volte consecutive, per un totale di cinque campionati vinti, stabilendo il record di vittorie. 
Nel 2020 il torneo non si svolge a causa della Pandemia di COVID-19. L'edizione 2021 si sarebbe inizialmente dovuta svolgere a Nur-Sultan, ma le restrizioni introdotte in dicembre in Kazakistan hanno reso necessaria la ricerca di una nuova sede, che la FIDE ha assegnato a Varsavia. Il torneo, che ha visto l’esclusione in corsa per positività al COVID-19 di alcuni giocatori, tra i quali Hikaru Nakamura, si conclude con il tie-break fra Jan-Krzysztof Duda e Maxime Vachier-Lagrave, in favore di quest'ultimo.
Nell'edizione del 2022 Magnus Carlsen, con il punteggio di 16 su 21, vince il titolo per la sesta volta in carriera, ripetendo per la terza volta il cosiddetto Triple Crown, ovvero la detenzione di tutti e tre i titoli mondiali contemporaneamente. Seguono il grande maestro statunitense Nakamura, che per la quarta volta deve accontentarsi del podio senza vittoria finale, e l'armeno, Haik Martirosyan al suo primo podio nella competizione, entrambi distanziati di un punto. Nel torneo femminile vince per la seconda volta consecutiva la kazaka Bıbisara Asaubaeva.
Nel 2023 il già campione del mondo norvegese si ripete, mentre nel femminile la spunta Valentina Gunina.
Nel 2024 la formula viene cambiata, introducendo un campionato a due fasi, la prima un girone svizzero a 13 turni (11 nel femminile), la seconda una fase a eliminazione diretta tra i primi (le prime) otto della fase a girone.. Per la prima volta nella storia della disciplina, il titolo mondiale viene condiviso da due contendenti: Magnus Carlsen e Jan Nepomnjaščij, dopo aver concluso in parità il loro match e non essendo emerso un vincitore dalle prime tre partite di spareggio, decidono di spartirsi la vittoria del torneo con il consenso della FIDE.

## Edizioni

### Assoluto
| Anno | Luogo       | Vincitore         | Secondo posto    | Terzo posto         | Tempo  | Note   |
| ---- | ----------- | ----------------- | ---------------- | ------------------- | ------ | ------ |
| 1970 | Castelnuovo | Bobby Fischer     | Michail Tal'     | Viktor Korchnoj     | 5 min. | [ 13 ] |
| 1987 | Bruxelles   | Garri Kasparov    | Jan Timman       | Ljubomir Ljubojević | 5 min. |        |
| 1988 | Saint John  | Michail Tal'      | Rafayel Vahanyan | Kiril Georgiev      | 5 min. | [ 14 ] |
| 2000 | Varsavia    | Viswanathan Anand | Aleksej Širov    |                     | 5 min. |        |

| Anno | Luogo           | Oro                             | Argento                | Bronzo                       | Tempo         | Note          |
| ---- | --------------- | ------------------------------- | ---------------------- | ---------------------------- | ------------- | ------------- |
| 2006 | Rishon LeZion   | Aleksandr Griščuk               | Pëtr Svidler           | Teymur Rəcəbov               | 4'+2"         | [ 16 ]        |
| 2007 | Mosca           | Vasyl' Ivančuk                  | Viswanathan Anand      | Aleksandr Griščuk            | 4'+2"         | [ 17 ]        |
| 2008 | Almaty          | Leinier Domínguez               | Vasyl' Ivančuk         | Pëtr Svidler                 | 5 min.        | [ 18 ]        |
| 2009 | Mosca           | Magnus Carlsen                  | Viswanathan Anand      | Sergej Karjakin              | 3'+2"         | [ 19 ]        |
| 2010 | Mosca           | Lewon Aronyan                   | Teymur Rəcəbov         | Magnus Carlsen               | 3'+2"         | [ 20 ]        |
| 2012 | Astana          | Aleksandr Griščuk               | Magnus Carlsen         | Sergej Karjakin              | 3'+2"         | [ 21 ]        |
| 2013 | Chanty-Mansijsk | Lê Quang Liêm                   | Aleksandr Griščuk      | Ruslan Ponomarëv             | 3'+2"         | [ 22 ]        |
| 2014 | Dubai           | Magnus Carlsen                  | Jan Nepomnjaščij       | Hikaru Nakamura              | 3'+2"         | [ 23 ]        |
| 2015 | Berlino         | Aleksandr Griščuk               | Maxime Vachier-Lagrave | Vladimir Kramnik             | 3'+2"         | [ 24 ]        |
| 2016 | Doha            | Sergej Karjakin                 | Magnus Carlsen         | Daniil Dubov                 | 3'+2"         | [ 25 ]        |
| 2017 | Riad            | Magnus Carlsen                  | Sergej Karjakin        | Viswanathan Anand            | 3'+2"         | [ 26 ]        |
| 2018 | San Pietroburgo | Magnus Carlsen                  | Jan-Krzysztof Duda     | Hikaru Nakamura              | 3'+2"         | [ 27 ]        |
| 2019 | Mosca           | Magnus Carlsen                  | Hikaru Nakamura        | Vladimir Kramnik             | 3'+2"         | [ 28 ]        |
| 2020 | non disputato   | non disputato                   | non disputato          | non disputato                | non disputato | non disputato |
| 2021 | Varsavia        | Maxime Vachier-Lagrave          | Jan-Krzysztof Duda     | ʿAlīreżā Firūzjāh            | 3'+2"         | [ 29 ]        |
| 2022 | Almaty          | Magnus Carlsen                  | Hikaru Nakamura        | Haik Martirosyan             | 3'+2"         | [ 30 ]        |
| 2023 | Samarcanda      | Magnus Carlsen                  | Daniil Dubov           | Vladislav Artem'ev           | 3'+2"         | [ 31 ]        |
| 2024 | New York        | Magnus Carlsen Jan Nepomnjaščij |                        | Wesley So Jan-Krzysztof Duda | 3'+2"         |               |

### Femminile
| Anno | Luogo           | Oro                | Argento              | Bronzo                             | Tempo         | Note          |
| ---- | --------------- | ------------------ | -------------------- | ---------------------------------- | ------------- | ------------- |
| 1992 | Budapest        | Zsuzsa Polgár      | Judit Polgár         | Alisa Galljamova                   | 5 min.        | [ 32 ]        |
| 2012 | Batumi          | Valentina Gunina   | Natalja Žukova       | Anna Muzyčuk                       | 4'+2"         | [ 33 ]        |
| 2013 | non disputato   | non disputato      | non disputato        | non disputato                      | non disputato | non disputato |
| 2014 | Chanty-Mansijsk | Anna Muzyčuk       | Nana Dzagnidze       | Tatiana Kosintseva                 | 3'+2"         | [ 34 ]        |
| 2015 | non disputato   | non disputato      | non disputato        | non disputato                      | non disputato | non disputato |
| 2016 | Doha            | Anna Muzyčuk       | Valentina Gunina     | Kateryna Lahno                     | 3'+2"         | [ 35 ]        |
| 2017 | Riad            | Nana Dzagnidze     | Valentina Gunina     | Ju Wenjun                          | 3'+2"         | [ 36 ]        |
| 2018 | San Pietroburgo | Kateryna Lahno     | Sārā Xādemālsharīʾẹ  | Lei Tingjie                        | 3'+2"         | [ 37 ]        |
| 2019 | Mosca           | Kateryna Lahno     | Anna Muzyčuk         | Tan Zhongyi                        | 3'+2"         | [ 38 ]        |
| 2020 | non disputato   | non disputato      | non disputato        | non disputato                      | non disputato | non disputato |
| 2021 | Varsavia        | Bıbisara Asaubaeva | Aleksandra Kostenjuk | Valentina Gunina                   | 3'+2"         | [ 40 ]        |
| 2022 | Almaty          | Bıbisara Asaubaeva | Humpy Koneru         | Polina Šuvalova                    | 3'+2"         | [ 41 ]        |
| 2023 | Samarcanda      | Valentina Gunina   | Aleksandra Kostenjuk | Zhu Jiner                          | 3'+2"         | [ 42 ]        |
| 2024 | New York        | Ju Wenjun          | Lei Tingjie          | Kateryna Lagno Vaishali Rameshbabu | 3'+2"         |               |

## Medagliere

### Assoluto
Aggiornato alla edizione 2024.
| Posiz. | Nazione         | Oro | Argento | Bronzo | Totale |
| ------ | --------------- | --- | ------- | ------ | ------ |
| 1      | Norvegia        | 8   | 2       | 1      | 11     |
| 2      | Russia          | 4   | 4       | 7      | 15     |
| 3      | Ucraina         | 1   | 1       | 1      | 3      |
| 3      | Francia         | 1   | 1       | 1      | 3      |
| 3      | Atleti neutrali | 1   | 1       | 1      | 3      |
| 6      | Armenia         | 1   | 0       | 1      | 2      |
| 7      | Cuba            | 1   | 0       | 0      | 1      |
| 7      | Vietnam         | 1   | 0       | 0      | 1      |
| 9      | Stati Uniti     | 0   | 2       | 3      | 5      |
| 10     | India           | 0   | 2       | 1      | 3      |
| 10     | Polonia         | 0   | 2       | 1      | 3      |
| 12     | Azerbaigian     | 0   | 1       | 1      | 2      |
| Totale | Totale          | 18  | 16      | 18     | 52     |

### Femminile
Aggiornato alla edizione 2024.
| Posiz. | Nazione         | Oro | Argento | Bronzo | Totale |
| ------ | --------------- | --- | ------- | ------ | ------ |
| 1      | Russia          | 3   | 2       | 3      | 8      |
| 2      | Ucraina         | 2   | 2       | 0      | 4      |
| 3      | Kazakistan      | 2   | 0       | 0      | 2      |
| 4      | Cina            | 1   | 1       | 4      | 6      |
| 5      | Ungheria        | 1   | 1       | 0      | 2      |
| 5      | Georgia         | 1   | 1       | 0      | 2      |
| 7      | Atleti neutrali | 1   | 0       | 2      | 3      |
| 8      | CFR             | 0   | 1       | 1      | 2      |
| 8      | India           | 0   | 1       | 1      | 2      |
| 10     | Iran            | 0   | 1       | 0      | 1      |
| 10     | Svizzera        | 0   | 1       | 0      | 1      |
| 12     | Slovenia        | 0   | 0       | 1      | 1      |
| Totale | Totale          | 11  | 11      | 12     | 34     |